# Control (musikgrupp)
Control är ett engelskt streetpunkband som bildades i London 2008 av Iain Kilgallon och Klaus (före detta medlem dåvarande trummis). De ville starta ett band som var olikt andra band så de startade ett band med inslag av punkrock, hardcorepunk, oi! och rock'n'roll.

## Medlemmar
- Iain Kilgallon - sångare
- Glen 'Shifty' Johnson - basgitarr
- Ryan Smyth - gitarr
- Joe Lewis  - trummor

## Skivor[2]
- 2009 Hooligan rock'n'roll (släppt av Step-1 Music)
- 2011 Punk rock ruined my Life (släppt av Contra Records / Longshot Music)
- 2013 ballad of the working man (släppt av Randale Records)
- har dessutom släppt singlar med olika grupper så som The Business, Marching Orders och Bystreet.